# Пламен Бончев
Пламен Любомиров Бончев е български дипломат.
Завършва английската гимназия във Видин (1976) и специалност „Международни отношения“ в МГИМО, Москва (1983) с испански и френски език. От 1984 г. е аспирант в МГИМО, където подготвя и защитава (1987) дисертация по своята специалност в областта на сигурността и сътрудничеството в Европа, като придобива тогавашната научна степен „кандидат на историческите науки“ (сега: доктор по история).
Дипломатическата му кариера се развива в сферата на международната сигурност. Има няколко задгранични мандата като дипломат. Директор е на Дирекция „НАТО и международна сигурност“ в Министерството на външните работи през 2004 – 2006 г. Посланик е от септември 2006 до 2010 г. със седалище в Хелзинки във Финландия и едновременно в Естония.
След завръщането си в МВнР през 2010 г. става директор на Дирекция „Политика за сигурност“. От май 2012 г. е извънреден и пълномощен посланик на България в Грузия. След завръщането си от Грузия (2016) е генерален директор на Генерална дирекция „Глобални въпроси“ в МВнР.